# São Bonifácio
São Bonifácio là một đô thị thuộc bang Santa Catarina, Brasil. Đô thị này có diện tích 452 km², dân số năm 2007 là 3103 người, mật độ 6,7 người/km².